# 32605 Lucy
32605 Lucy è un asteroide della fascia principale. Scoperto nel 2001, presenta un'orbita caratterizzata da un semiasse maggiore pari a 2,9969140 UA e da un'eccentricità di 0,2133699, inclinata di 5,49466° rispetto all'eclittica.